# Scourge of Malice
Scourge of Malice è il terzo album della band symphonic black metal italiana Graveworm, pubblicato nel 2001. L'illustrazione di copertina dell'album è opera dell'artista spagnolo Luis Royo.

## Tracce
1. Dreaded Time – 1:48
2. Unhallowed by the Infernal One – 5:59
3. Abandoned by Heaven - 6:08
4. Descending into Ethereal Mist – 6:46
5. Threnody (Dedicated to Max Maccani) – 4:30
6. Demonic Dreams – 7:23
7. Fear of the Dark (Iron Maiden cover) – 8:47
8. In Vengeance of Our Wrath – 5:55
9. Ars Diaboli – 1:13
10. Sanctity within Darkness – 5:22

## Formazione
Gruppo
- Stefan Fiori – voce
- Steve Unterpertinger – chitarra
- Sabine Mair – tastiere
- Eric Treffel – chitarra
- Diddi Schraffel – basso
- Martin Innerbichler – batteria

Altri musicisti
- Laura Jungwirt – violino
- Severin Trogbacher – viola
- Theresia Kainzbauern – violoncello
- Peter Nietsche – contrabbasso
- Moritz Polin, Erwig Pfaffenzeller, Jorg Pfaffenzeller – canti gregoriani on "Ars Diaboli"
- Jorg Pfaffenzeller – chitarra acustica
- Herman Kühebacher – cornamusa